# Fridelius János (orvos)
Fridelius János, Friedel, Fridel (17. század) orvos.

## Élete
Pozsonyból származott, gimnáziumi tanulmányait szülővárosában végezte. Ezután a wittenbergi egyetemre ment, ahová 1662. október 10-én iratkozott be s 1666. március 5-én orvosdoktorrá avatták; egy ideig ugyanott orvos segédtanár volt. Azután visszatért hazájába s Eperjesen gyakorló orvos lett. Nevét Friedelnek és Fridelnek is írták.

## Munkái
- Disputatio inaug. medica De Angina. Praes. Conr. Vict. Schneidero. Vittebergae, 1666.
- Dissertatio medica respond. Martino Kölschio Transilv. De Hydrope. Vittebergae, 1668.
- Disputatio medica De Pleuritide, praeside Joanne Fridelio Vittebergae, 1668.